# 端岡站
端岡站（日语：／ Hashioka eki */?）是一位於日本香川縣高松市國分寺町，隸屬於四國旅客鐵道（JR四國）的鐵路車站。車站編號為Y03，車站內設有一塊車站別名橫匾，稱本站為「隕石與盆栽之站」。
本站是高松市近郊區域中居住人口較多的車站，使用人數較多，長期以來皆有站員駐守，並且為快速列車停靠站，所有「sunport」及「南風接駁號」均會停靠，至於在清晨及深夜時份，部份快速「Marine Liner」亦會停靠。然而，由於壓抑經營成本，縱使本車站多次打入JR四國首二十位最多人使用的車站，但仍難逃於2024年3月隨時間表改正而轉為無人車站。

## 車站構造
設有由木所建成的單層站舍一座，為第二代站舍，建於1940年。2000年度翻新，正門前的屋頂加裝波浪型的頂板，並將原站務室改為便利商店，票務處則改設於出札口，現時便利商店已經結業並且空置，候車大堂設有2部自動售票機，以方便當站務人員不在時，乘客仍可購票，洗手間則設於出札口外。

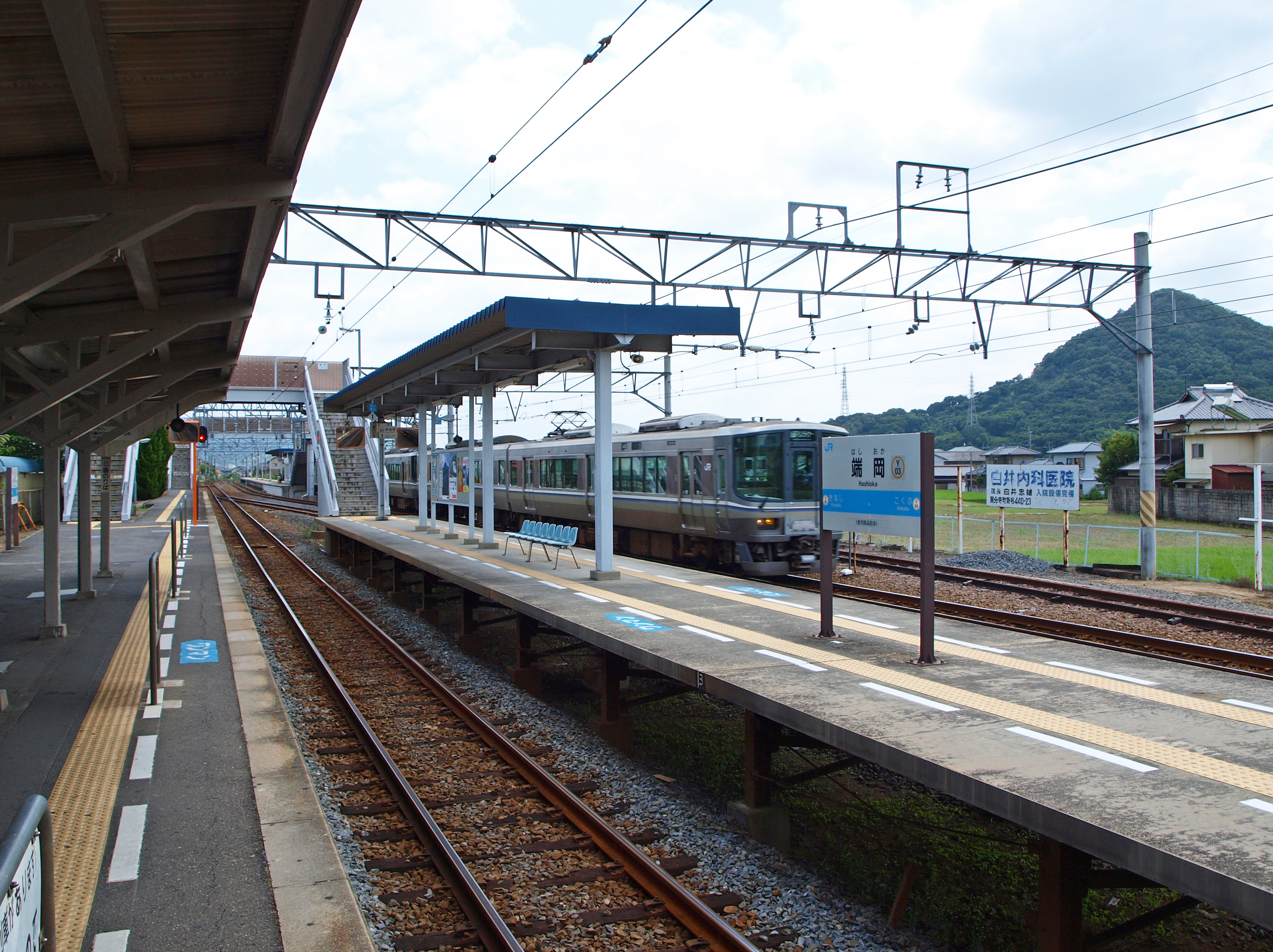
由0號月台往高松站方向遠望端岡站月台，最近為1，2號月台；行人天橋後遠處為3，4號月台。一列開往岡山站的快速「Marine Liner」剛由4號月台開出。

設有側式月台1個及島式月台2個，共提供3面4線的配置。本站共設有5個候車月台，其中靠近站舍的側式月台為0號月台；對面島式月台則為1號及2號月台，皆為往高松站方向，當中0號月台及1號月台共用相同路軌；另一個島式月台則設於往鬼無站方向，離站舍約60米外的距離，為3號及4號月台，是後期因應予讚線高速化、加停快速列車和作避車用途的而加建的。島式月台的有效長度為6輛，而側式月台則為7輛，其中往高松方向2輛長度的月台邊現時被圍欄所封隔。0號月台共設有兩條行人天橋，分別連接1、2號月台及3、4號月台。
把0號月台和1號月台共用同一路軌，是考慮到需要在快速列車和普通列車時間轉駁的乘客，能夠在島式月台上直接進行換車，而不會與由站舍方面上車的乘客產生碰撞，現行的做法，是普通列車先駛入共用軌道，並且同時打開兩邊的車門，下車及上車乘客採用0號月台，轉車乘客則使用1號月台；後上的快速列車到達時則停靠2號月台，左側車門打開供乘客轉車，至於由快速列車離站的乘客，原則上應使用行人天橋返回0號月台，但若普通列車面向0號月台的車門還沒有關上，理論上是可以穿過普通列車前往改札口的。
至於3，4號月台，由於必須由0號月台經行人天橋前往，因此處理方法和一般的島式月台相同。

### 月台配置
| 月台 | 軌道  | 路線    | 方向                    | 目的地                   | 備註                    |
| ---- | ----- | ------- | ----------------------- | ------------------------ | ----------------------- |
| 0    | （1） | ■予讚線 | 上行                    | 高松方向                 | 與1號月台共用軌道       |
| 1    | （1） | ■予讚線 | （與2號月台的轉乘月台） | （與2號月台的轉乘月台）  | （與2號月台的轉乘月台） |
| 2    | （2） | ■予讚線 | 上行                    | 高松方向                 |                         |
| 3    | （3） | ■予讚線 | 下行                    | 多度津、觀音寺、琴平方向 |                         |
| 4    | （4） | 下行    | 包括■瀨戶大橋線岡山方向 | 多度津、觀音寺、琴平方向 |                         |

## 歷史
- 1897年2月21日：隨讚岐鐵道高松－丸龜開通而設站。
- 1904年12月1日：經營權改由山陽鐵道營運。
- 1906年：鐵道國有化，成為日本國有鐵道車站。
- 1969年10月1日：貨物轉運服務中止。
- 1970年6月1日：取消貨運服務。
- 1985年3月14日：停留所化、行李託運服務中止。
- 1987年4月1日：日本國鐵分割民營化，車站的營運由JR四國繼承。
- 2014年3月1日：於閘口增設對應西日本ICOCA咭的感應器[6]。
- 2024年3月16日：終日無人化[1][7][8][9]。IC卡增值機亦停止使用。

## 使用情況
- 各年度的每日平均上車人次如下。

| 年度   | 1日平均 上車人次 |
| ------ | ---------------- |
| 2005年 | 1,388            |
| 2006年 | 1,402            |
| 2007年 | 1,429            |
| 2008年 | 1,375            |
| 2009年 | 1,335            |
| 2010年 | 1,314            |
| 2011年 | 1,326            |
| 2012年 | 1,317            |
| 2013年 | 1,350            |
| 2014年 | 1,360            |
| 2015年 | 1,298            |

## 其他事件
2007年8月19日上午9時，位於本站與國分站之間的其中一個平交道，一輛貨車與駛經的一列「Marine Liner」相撞，貨車司機後來傷重不治。

## 相鄰車站
四国旅客鐵道（JR四國）
■予讚線（包括■瀨戶大橋線）
■快速「Marine Liner」（早上、深夜以外）
通過
■快速「Sunport」（早上上行、黃昏上行1班以外）
高松（Y00）－端岡（Y03）－坂出（Y08）（只限黃昏下行停靠鴨川站（Y06））
■快速「Marine Liner」（只限早上、深夜）、■快速「Sunport」（早上上行、黃昏上行1班）、■普通
鬼無（Y02）－端岡（Y03）－國分（Y04）

## 外部連結
- JR四國端岡站 （页面存档备份，存于）